# Zeta Herculis
Zeta Herculis is een dubbelster in het sterrenbeeld Hercules. Het systeem bestaat uit een subreus en een hoofdreeksster.

## T.W.Webb's "S" of "5" vormige sterrenrij
Een graad ten zuidwesten van Zeta Herculis is een telescopisch asterisme te vinden dat bestaat uit een sterrenrij in de vorm van de letter S of het nummer 5, in spiegelbeeld. 